# Ferdinand Flury
Ferdinand Flury, nemški general in vojaški zdravnik, * 21. junij 1877, † 6. april 1947.

## Življenjepis
Študij farmacije in naravnih znanostih je opravil na Univerzah v Erlangnu in v Würzburgu. 
Po enoletnem služenju v vojski (1900/1901) je nadaljeval z delom kot farmacevt; istočasno pa je zaključil tudi študij medicine. 
Od leta 1913 je bil predavatelj za farmakologijo na Univerzi v Würzburgu. Med prvo svetovno vojno je bil vpoklican; iz vojaške službe se je upokojil leta 1919 in nadaljeval s poučevanjem v Würzburgu.
Leta 1940 je pričel poučevati še na Vojaški medicinski akademiji. 18. avgusta 1942 je postal član Znanstvenega senata za vojaško-medicinske zadeve.